# Parma (Idaho)
Parma – miasto w Stanach Zjednoczonych, w stanie Idaho, w hrabstwie Canyon.